# ƍ
Das ƍ ist ein Buchstabe des lateinischen Schriftsystems.
Obwohl Pullum und Ladusaw ihn als ein O mit gespiegeltem Ogonek beschreiben, wird der Buchstabe typografisch meist als ein gedrehter Kleinbuchstabe Delta realisiert

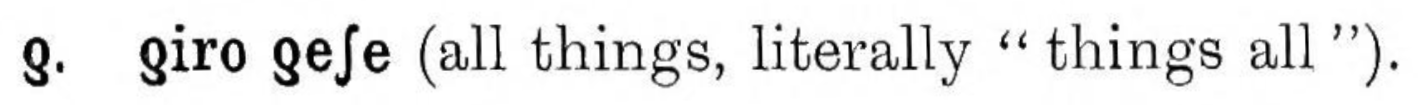
ƍ in Daniel Jones, The pronunciation and orthography of the Chindau language, 1911

Das Zeichen war zwar nie offiziell Teil des Internationalen Phonetischen Alphabets, wurde dort aber durchaus erwähnt und stellte einen labialisierten stimmhaften alveolaren oder postalveolaren Frikativ dar, [zʷ] oder [ðʷ]. Als stimmlose Variante diente der griechische Kleinbuchstabe Sigma. Heute wird das Zeichen nicht mehr verwendet.

## Darstellung auf dem Computer
Unicode enthält das ƍ am Codepunkt U+018D.